# Pequenas Ilhas da Sonda
As Pequenas Ilhas da Sonda ou da Sunda (Indonésio: Kepulauan Sunda Kecil, Tétum: Illá Sunda ki'ik sirá; Balinês: Kapuloan Sunda cénik), agora conhecidas como Ilhas Nusa Tenggara (Indonésio: Kepulauan Nusa Tenggara, ou "Ilhas do Sudeste"), são um arquipélago no Sudeste Asiático Marítimo. A maioria das Pequenas Ilhas da Sonda está localizada na região de Wallacea, exceto a província de Bali, que está a oeste da Linha de Wallace e dentro da Plataforma de Sonda. Juntamente com as Grandes Ilhas da Sonda a oeste, elas compõem as Ilhas da Sonda. As ilhas fazem parte de um arco vulcânico, o Arco de Sonda, formado pela subducção ao longo da Fossa de Sonda no Mar de Java. 
Etimologicamente, Nusa Tenggara significa "Ilhas do Sudeste", derivado das palavras nusa, que significa 'ilha' em língua javanesa antiga, e tenggara, que significa 'sudeste'.
As principais Pequenas Ilhas da Sonda são, de oeste para leste: Bali, Lomboque, Sumbava, Flores, Sumba, Savu, Roti, Timor, Atauro, arquipélago de Alor, Ilhas Barat Daya e Ilhas Tanimbar.
Exceto pela metade oriental da ilha de Timor e a ilha de Atauro, que fazem parte da nação de Timor-Leste, todas as outras ilhas fazem parte da Indonésia.

## Geologia
As Pequenas Ilhas da Sonda consistem em dois arquipélagos geologicamente distintos. O arquipélago do norte, que inclui Bali, Lomboque, Sumbava, Flores e Wetar, é de origem vulcânica. Alguns desses vulcões, como o Monte Rinjani em Lomboque, ainda estão ativos, enquanto outros, como Ilikedeka em Flores, estão extintos. O arquipélago do norte começou a se formar durante o Plioceno, cerca de 15 milhões de anos atrás, como resultado da colisão entre as placas australiana e eurasiática. As ilhas do arquipélago do sul, incluindo Sumba, Timor e Babar, não são vulcânicas e parecem pertencer à placa australiana. A geologia e a ecologia do arquipélago do norte compartilham uma história, características e processos semelhantes às ilhas Molucas do sul, que continuam o mesmo arco de ilhas a leste.
Há uma longa história de estudo geológico dessas regiões desde os tempos coloniais indonésios; no entanto, a formação e a progressão geológica não são totalmente compreendidas, e as teorias sobre a evolução geológica das ilhas mudaram extensivamente durante as últimas décadas do século XX.
Situadas na colisão de duas placas tectônicas, as Pequenas Ilhas da Sonda compreendem algumas das regiões geologicamente mais complexas e ativas do mundo. A província de Bali é a única parte de Nusa Tenggara localizada na Plataforma de Sonda e que não está dentro da região de Wallacea, ficando a oeste da Linha de Wallace.
Há vários vulcões localizados nas Pequenas Ilhas da Sonda.

## Ecologia

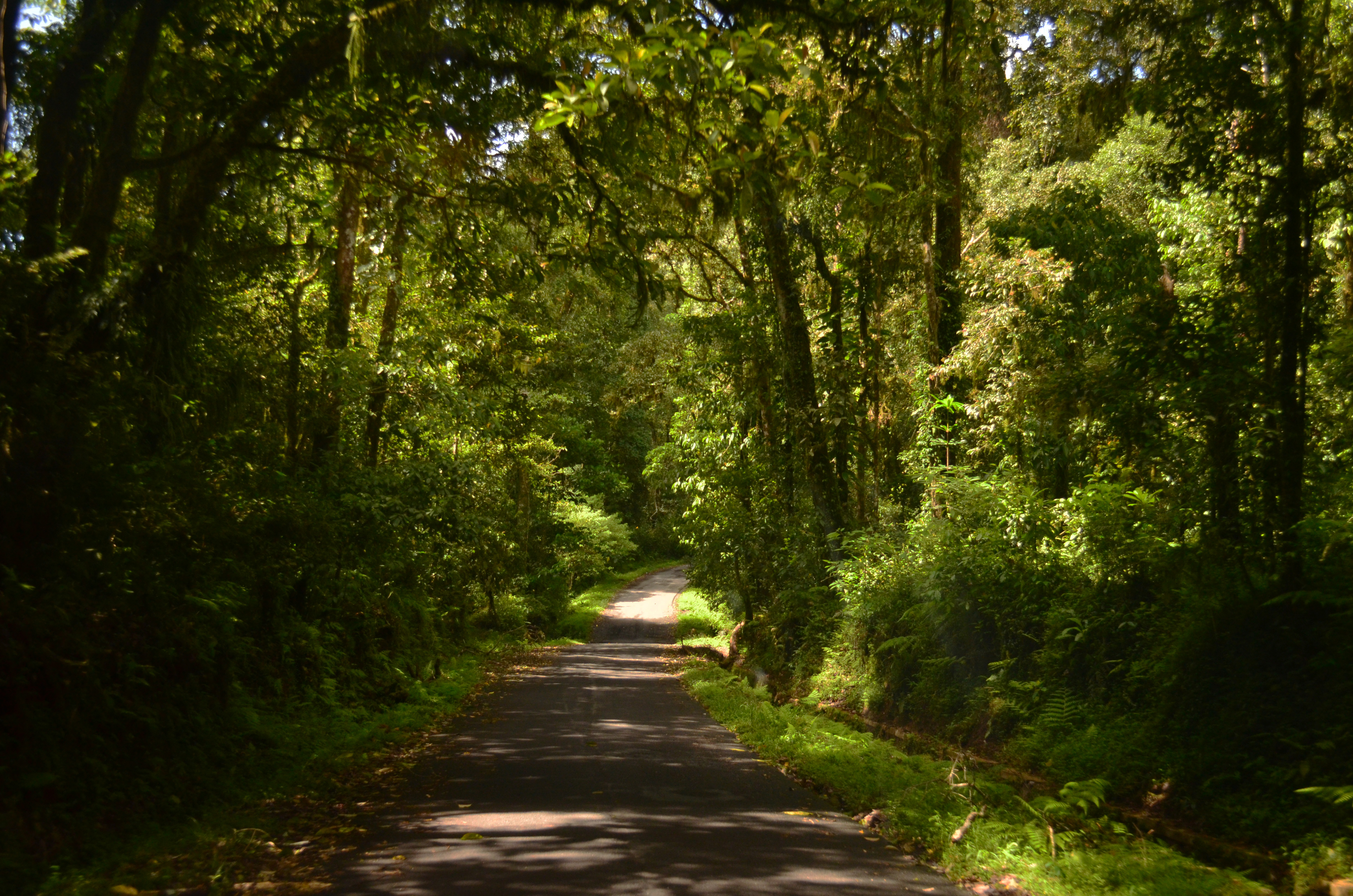
Vegetação no Parque Nacional Monte Rinjani

As Ilhas Menores da Sonda diferem das grandes ilhas de Java ou Sumatra por consistirem em muitas pequenas ilhas, às vezes divididas por profundas trincheiras oceânicas. O movimento de flora e fauna entre as ilhas é limitado, levando à evolução de uma alta taxa de espécies localizadas, mais famosa o dragão-de-komodo. Conforme descrito por Alfred Wallace em "O Arquipélago Malaio", a Linha de Wallace passa entre Bali e Lomboque, ao longo das águas profundas do Estreito de Lomboque, que formou uma barreira aquática mesmo quando os níveis do mar mais baixos ligavam as ilhas e massas de terra agora separadas em ambos os lados. As ilhas a leste do Estreito de Lomboque fazem parte de Wallacea, e são caracterizadas por uma mistura de vida selvagem de origem asiática e australiana nesta região. As espécies asiáticas predominam nas Pequenas da Sonda: a Linha de Weber, que marca a fronteira entre as partes de Wallacea com espécies principalmente asiáticas e australianas, corre a leste do grupo. Essas ilhas têm o clima mais seco da Indonésia, e as florestas tropicais secas são predominantes, em contraste com as florestas tropicais úmidas que prevalecem na maior parte da Indonésia.

### Ecorregiões
As Ilhas Menores da Sonda são divididas em seis ecorregiões:
- As florestas tropicais úmidas de Java Oriental-Bali e as florestas tropicais de altitude de Java Oriental-Bali cobrem Bali, que é a única das Ilhas Menores da Sonda na região Indo-malaia, e não parte de Wallacea. Bali foi uma vez anexada ao continente asiático (ver Sondalândia), e é lar de grandes mamíferos asiáticos como elefantes asiáticos e o extinto tigre-de-Bali.
- As florestas tropicais secas das Pequenas da Sonda incluem a cadeia norte de ilhas, de Lomboque e Sumbava a leste até Flores e Alor. As encostas mais altas das ilhas contêm florestas de altos coníferos Podocarpus e Engelhardias com um sub-bosque de lianas, epífitas e orquídeas como Corybas, Corymborkis e Malaxis (boca de cobra), enquanto as planícies costeiras eram originalmente cobertas por gramíneas de savana, com palmeiras Borassus flabellifer nas costas de Comodo, Rinca e Flores. Embora a maior parte da vegetação nessas ilhas seja floresta seca, há manchas de floresta tropical nessas ilhas também, especialmente em áreas de planície e margens de rios em Comodo, e há uma área particular de floresta espinhosa seca na costa sudeste de Lomboque. Árvores espinhosas costumavam ser mais comuns nas áreas costeiras das ilhas, mas foram amplamente desmatadas. Essas ilhas abrigam espécies únicas, incluindo dezessete aves endêmicas (das 273 aves encontradas nas ilhas). Os mamíferos endêmicos são o musaranho de Flores (Suncus mertensi), o rato de Comodo (Komodomys rintjanus), e o morcego-voador-de-Lomboque (Pteropus lombocensis), o morcego-de-orelhas-longas-de-Sonda (Nyctophilus heran), enquanto o dragão-de-comodo, que com três metros de comprimento e noventa quilos de peso é o maior lagarto do mundo, é encontrado em Comodo, Rinca, Gili Motang e na costa noroeste de Flores.
- A ecorregião das florestas tropicais secas de Sumba inclui Sumba.
- A ecorregião das florestas tropicais secas de Timor e Wetar inclui Timor, Wetar (parte das Província de Molucas), Roti e Savu.
- A ecorregião mais úmida dentre as florestas tropicais secas das Ilhas do Mar de Banda inclui as Ilhas Barat Daya (exceto Wetar), as Ilhas Tanimbar e as Ilhas Kai.

### Ameaças e Preservação
Mais da metade da vegetação original das ilhas foi desmatada para plantação de arroz e outras culturas, para assentamento e por incêndios florestais consequentes. Apenas Sumbava agora contém uma grande área de floresta natural intacta, enquanto Comodo, Rinca e Padar agora são protegidas como Parque Nacional de Komodo.
Embora muitos problemas ecológicos afetem tanto pequenas ilhas quanto grandes massas de terra, as pequenas ilhas sofrem problemas particulares e estão altamente expostas a forças externas. As pressões de desenvolvimento em pequenas ilhas estão aumentando, mesmo que seus efeitos nem sempre sejam antecipados. Embora a Indonésia seja ricamente dotada de recursos naturais, os recursos das pequenas ilhas de Nusa Tengara são limitados e especializados; além disso, os recursos humanos em particular são limitados.
Observações gerais sobre pequenas ilhas que podem ser aplicadas a Nusa Tenggara incluem:
- Uma proporção maior da massa terrestre será afetada por atividade vulcânica, terremotos, deslizamentos de terra e danos por ciclones
- Os climas são mais propensos a ser influenciados pelo mar
- As áreas de captação são menores e o grau de erosão maior
- Uma proporção maior da massa terrestre é composta de áreas costeiras; Um grau maior de especialização ambiental, incluindo uma proporção maior de espécies endêmicas em uma comunidade ambiental empobrecida
- Sociedades que se desenvolveram em relativo isolamento podem manter um forte senso de cultura
- As populações de pequenas ilhas são mais propensas a serem afetadas pela migração econômica.

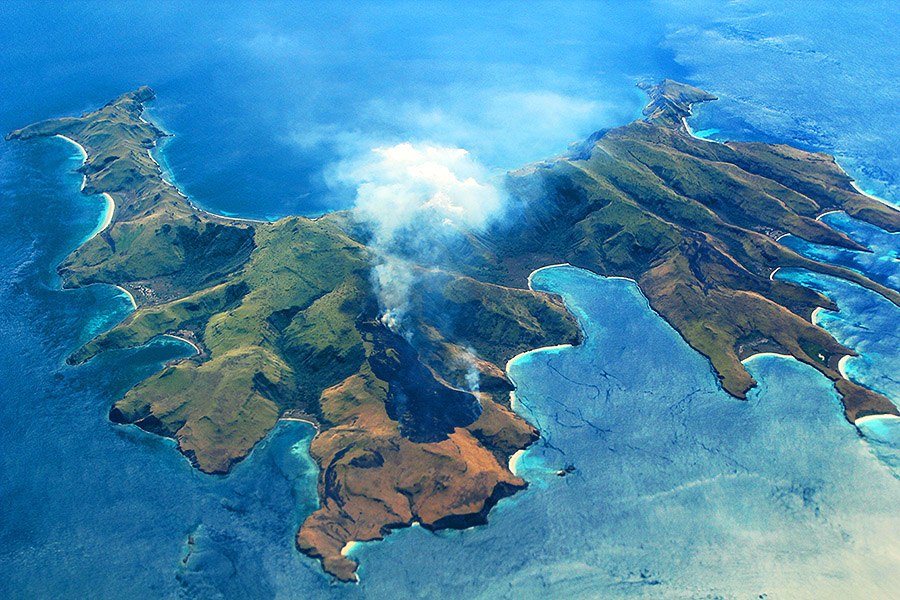
- Ilha Banta
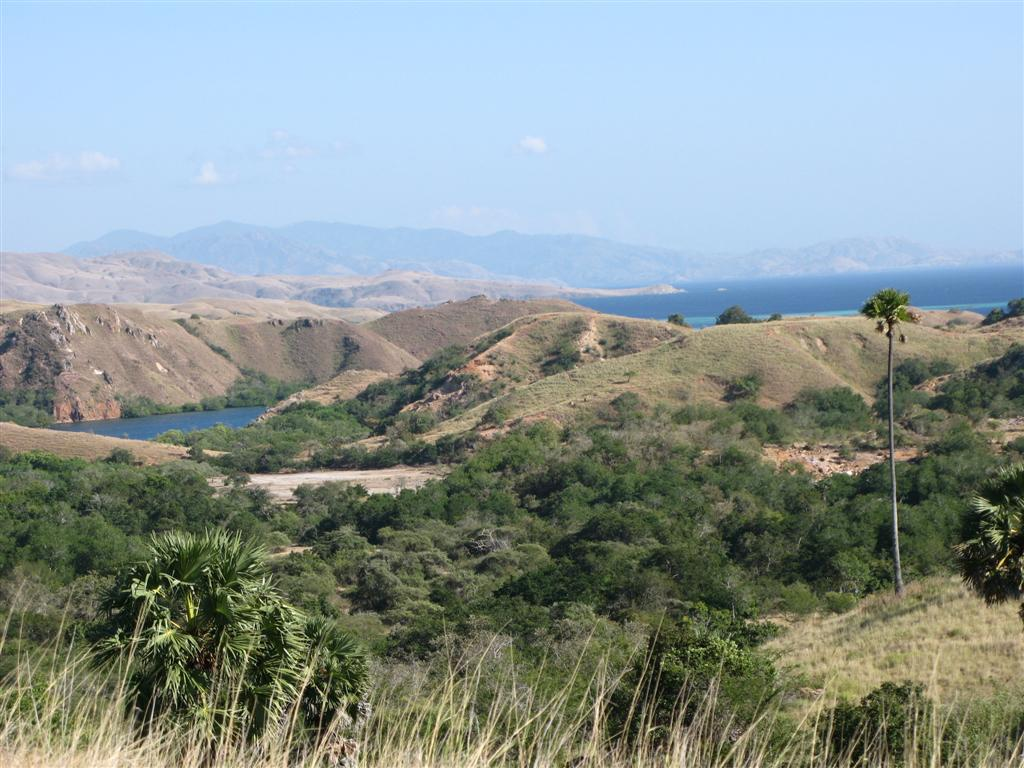
Ilha Rinca
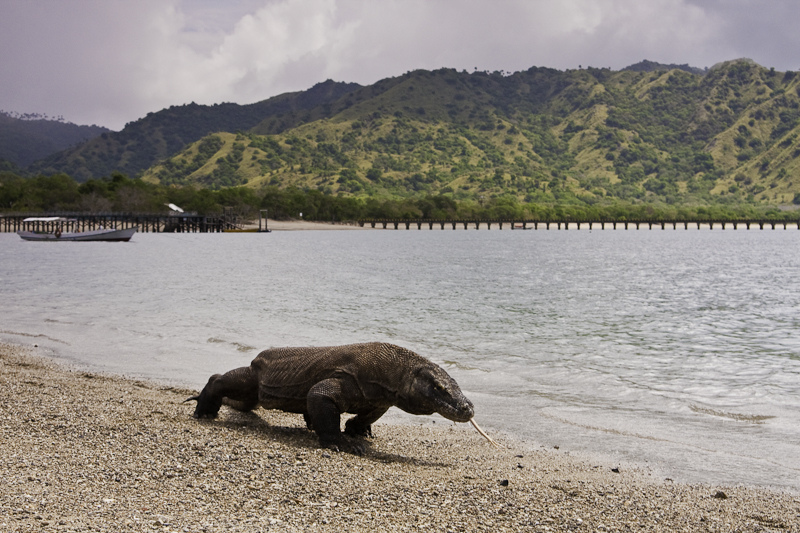
Dragão-de-Comodo no Parque Nacional de Komodo
  - Ilha Rinca
  - Dragão-de-Comodo no Parque Nacional de Komodo

## Administração
As Ilhas Menores da Sonda compreendem muitas ilhas que se estendem a leste de Java, a maioria das quais faz parte da Indonésia e, a partir de 1945, foram administradas (exceto as ilhas mais orientais, que sempre foram administradas como parte da Província de Molucas) como a Província das Ilhas Menores da Sonda (Sunda Kecil) da Indonésia, mais tarde chamada Nusa Tengara. Em 1958, esta foi dividida em três novas províncias: Bali, Sonda Ocidental e Sonda Oriental. A metade oriental da ilha de Timor é a nação separada de Timor-Leste.
Atualmente, as divisões administrativas nas Pequenas Ilhas da Sonda são:
| Brasão | Província       | Capital   | População (censo de 2022) | Área (km2) | Densidade Populacional /km2 (censo de 2022) |
| ------ | --------------- | --------- | ------------------------- | ---------- | ------------------------------------------- |
|        | Bali            | Dempassar | 4.415.100                 | 5.590      | 278                                         |
|        | Sonda Ocidental | Matarão   | 5.473.700                 | 19.676     | 790                                         |
|        | Sonda Oriental  | Cupão     | 5.466.300                 | 46.447     | 118                                         |

| Municipality    | Capital        | Área (km2) | População (censo de 2022) | Densidade Populacional /km2 (censo de 2022) |
| --------------- | -------------- | ---------- | ------------------------- | ------------------------------------------- |
| Lautém          | Lospalos       | 1.817      | 70.022                    | 38,5                                        |
| Baucau          | Baucau         | 1.494      | 134.878                   | 90,3                                        |
| Viqueque        | Viqueque       | 1.888      | 80.176                    | 42,5                                        |
| Manatuto        | Manatuto       | 1.787      | 50.859                    | 28,5                                        |
| Dili            | Dili           | 228        | 324.738                   | 1.424,3                                     |
| Aileu           | Aileu          | 735        | 54.324                    | 73,9                                        |
| Manufahi        | Same           | 1.338      | 60.665                    | 45,3                                        |
| Liquiçá         | Liquiçá        | 562        | 83.658                    | 148,9                                       |
| Ermera          | Gleno          | 759        | 137.750                   | 181,5                                       |
| Ainaro          | Ainaro         | 802        | 73.115                    | 91,2                                        |
| Bobonaro        | Maliana        | 1.374      | 106.639                   | 77,6                                        |
| Covalima        | Suai           | 1.207      | 73.933                    | 61,3                                        |
| Oe-cusse Ambeno | Pante Macassar | 817        | 60.685                    | 74,3                                        |
| Atauro          | Vila Maumeta   | 141        | 10.295                    | 73,0                                        |

## Demografia

### Etnia

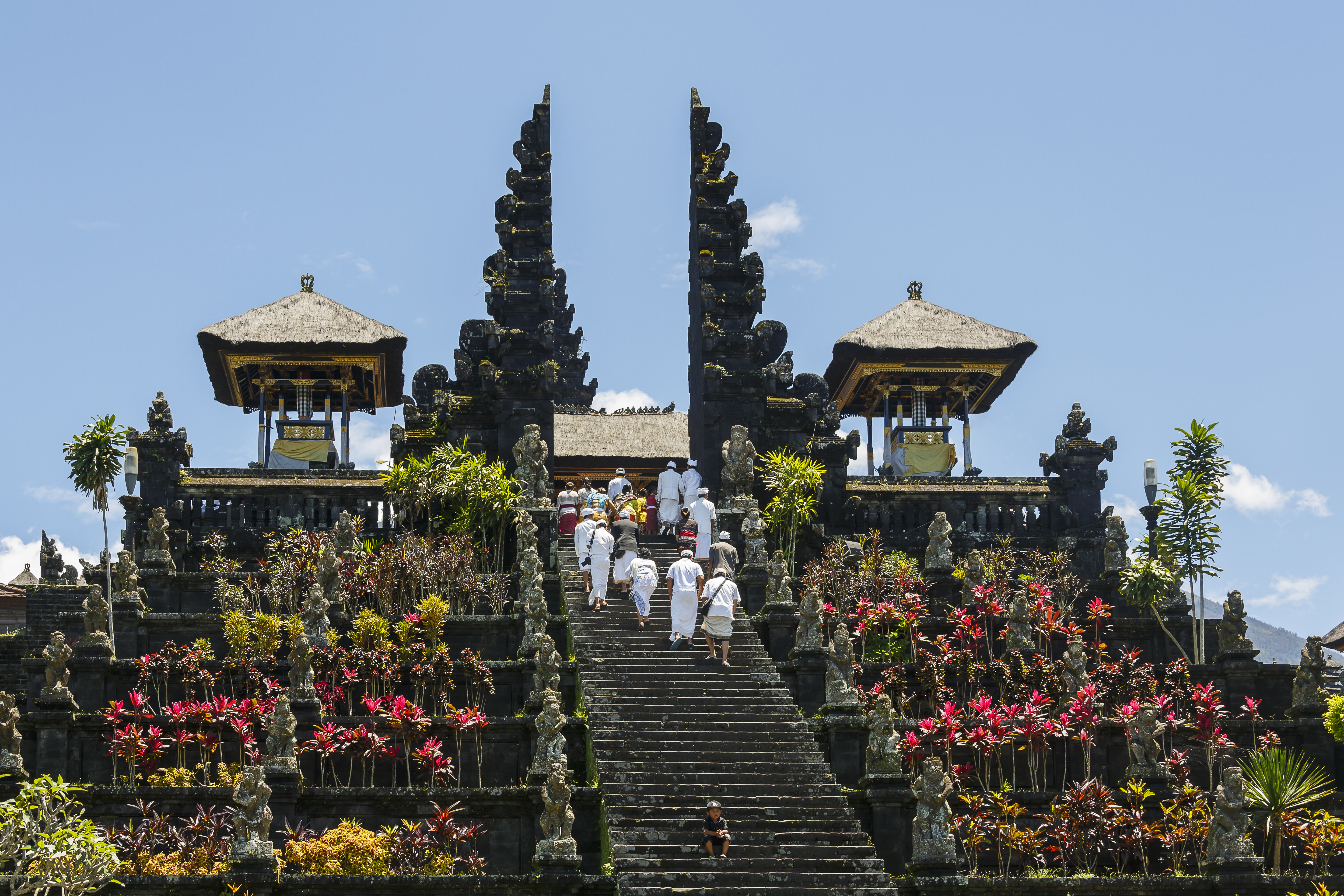
Templo hindu em Bali

Nas Ilhas Menores da Sonda, é possível encontrar uma rica diversidade étnica, reflexão da natureza isolada das ilhas juntamente com a influência que a região obteve de ilhas vizinhas e de colonizadores europeus. Entre as principais etnias estão os Balineses, conhecidos por suas práticas religiosas hinduístas. Os Sassaques, em Lomboque, são predominantemente muçulmanos e têm uma cultura que valoriza a tecelagem e celebrações festivas. Os Sumbavanos, em Sumbava, destacam-se pela sua música tradicional, danças e habilidades em lutas. Os Bimanes, ao leste de Sumbava, dependem predominantemente da agricultura e pesca para subsistência. Os Atonis, em Timor Ocidental, e os Manggarais, em Flores, têm uma rica tradição cultural e são conhecidos por suas práticas agrícolas sustentáveis e artesanato. Os Sumbes, em Sumba, preservam tradições animistas. Os falantes de lamahólot, tétum e mambai, incluindo no Timor-Leste, compartilham uma história e línguas comuns, tendo sido bastante influenciados pelos portugueses ao longo dos séculos. Os Javanenses e Bugis, originários de Java e Celebes, respectivamente, passaram a habitar a ilha após os diversos programas de transmigração chefiado pelo presidente indonésio Suharto na década de 70.

### Religião
O Islamismo é a religião predominante, abrangendo cerca de 41.20% da população, seguido pelo Catolicismo Romano com 19.65% e o Protestantismo com 13.59%. Hinduísmo também é amplamente praticado, representando aproximadamente 25.05% da população, especialmente em Bali, onde a tradição hindu é fortemente presente. Uma pequena porcentagem da população segue o Budismo (0.30%), religiões nativas (0.20%) e Confucionismo (0.004%).

## Lista parcial

### Bali
- Bali
- Menjangan
- Nusa Lembongan
- Nusa Penida
- Serangan
- Nusa Ceningan

### Sonda Oriental
- Arquipélago de Alor
  - Alor
  - Kepa
  - Pantar
- Flores
  - Babi
  - Mules
- Ilhas Comodo
  - Gili Lawadarat
  - Gili Lawalaut
  - Mangiatan
  - Makasar
    - Taka Makasar

  - Mauwang
  - Pararambah
  - Siaba Besar
    - Siaba Kecil
    - Mangiatan
    - Tatawa
      - Tukoh Pemaroh

    - Pararambah
- Padar
  - Batubilah
  - Padar Kecil
- Palu'e
- Ilhas Pemana
- Rinca
  - Gili Motang
  - Golo Mori
  - Muang
  - Rohbong
    - Tukoh Gagak
    - Tukoh Rohbongkoe

  - Papagaran Besar
    - Papagaran Kecil
    - Batu
    - Mole

  - Pengah Besar
    - Pengah Kecil
    - Batupengah
- Roti
- Savu
- Ilhas Solor
  - Adonara
  - Lembata
  - Solor
- Sumba
  - Halura
- Timor (dividida entre a Indonésia e a nação independente de Timor-Leste)
  - Semau

### Sonda Ocidental
- Ilhas Gili
  - Gili Air
  - Gili Trawangan
  - Gili Meno
- Banta
- Gili Biaha
- Gili Mimpang
- Gili Selang
- Gili Tepekong
- Lomboque
- Medang
- Moyo
- Menjangan
- Sangeang
- Satonda
- Sumbava